# Lenguas kulin
Las lenguas kulin son un grupo de lenguas estrechamente relacionadas del pueblo kulin, parte de la rama kulinic de Pama–Nyungan.

## Idiomas
- Woiwurrung (Woy-wur-rung): hablado desde el monte Baw Baw en el este hasta el monte Macedonia, Sunbury y Gisborne en el oeste. Los Wurrundjeri-willam eran un clan que ocupaba el río Yarra y sus afluentes. Conocido inicialmente por los europeos como la "tribu Yarra Yarra". Otros clanes Woiwurrung incluyen el Marin-Bulluk, Kurung-Jang-Bulluk, Wurundjeri-Balluk, Balluk-willam. Wurundjeri es ahora el término común para los descendientes de todos los clanes Woiwurrung.
- Bunurong (Bun-wurrung): hablado por seis clanes a lo largo de la costa desde el río Werribee, a través de la península de Mornington, puerto occidental bahía hasta el Promontorio de Wilson. Conocido por los europeos como el Puerto Occidental o la tribu Port Philip. El clan Yalukit-willam ocupó la delgada franja costera desde Werribee hasta Williamstown. Bunurong es ahora el término común para todas las personas de este grupo lingüístico.
- Taungurung (Tung-ger-rung): hablado al norte de la Gran Cordillera Divisoria en el río Goulburn Valle alrededor de Mansfield, Benalla y Heathcote. Conocido por los europeos como la "tribu del río Goulburn". Taungurung es ahora el término común para todas las personas de este grupo lingüístico.[1]
- Wathaurong (Wadha-wurrung): hablado por 15 clanes al sur del río Werribee y la península de Bellarine hasta Streatham. Conocido por los europeos como el "pueblo Barrabool". El convicto fugitivo, William Buckley vivió con esta comunidad durante 32 años, entre 1803 y 1835, antes de ser encontrado por John Batman el 6 de julio de 1835.
- Dja Dja Wurrung (Jar-Jar-wur-rung: hablado por los 16 clanes de Jaara o Dja Dja Wurrung personas alrededor de Bendigo, la región central de las tierras altas, al este de Kyneton, al oeste a los Pirineos, al norte a Boort y al sur a la Gran Cordillera Divisoria.Conocidos por los europeos como los "aborígenes de Loddon".

Kulin, o quizás Kulinic:
- Murray central occidental: Madhi-Madhi (Muthimuthi), Latji-Latji y Wadi-Wadi comparten el 80 % de vocabulario, lo que sugiere que podrían haber formado un grupo.[2]
- Murray central oriental: Wemba-Wemba (Baraba-Baraba, Nari-Nari)
- Tjapwurrung (Jab-wurrung, Djabwarrung) como un idioma distinto está incluido por Bowern (2011), quien excluye Daungwurrung y Baraba-Baraba.
- Bindjali, el idioma de la gente Bodaruwitj (Bedaruwidj, Potaruwutj, Tatiara) en el sureste de Australia Meridional, está clasificado como un idioma kulínico por Austlang.[3]

## Clasificación
Dixon (2002) acepta las lenguas kulin como una familia y las ve formando tres lenguas:
- Wuy-wurrung, incluidos los dialectos Wuy-wurrung, Bun-wurrung y Dhagung-wurrung (las tres primeras entradas anteriores)
- Wadha-wurrung (Wuddyawurru, Witouro)
- Wemba-Wemba, incluido Jaja-wurrung, Madhi-Madhi, Ladji-Ladji, Wadi-Wadi, Nari-Nari, Wemba -Dialectos Wemba, Baraba-Baraba, Wergaya, Djadjala, Wutjabulak, Martijali, Buibatyalli, Nundatyalli, Jab-wurrung y Pirt-Koopen-Noot